# العلاقات الباربادوسية البوليفية
العلاقات الباربادوسية البوليفية هي العلاقات الثنائية التي تجمع بين باربادوس وبوليفيا.

## مقارنة بين البلدين
هذه مقارنة عامة ومرجعية للدولتين:
| وجه المقارنة                                              | باربادوس       | بوليفيا                                          |
| --------------------------------------------------------- | -------------- | ------------------------------------------------ |
| المساحة (كم2)                                             | 439            | 1.10 مليون                                       |
| عدد السكان (نسمة)                                         | 285.72 ألف     | 11.05 مليون                                      |
| الكثافة السكانية (ن./كم²)                                 | 65.08 ألف      | 10.05                                            |
| العاصمة                                                   | بريدج تاون     | سوكري، لاباز                                     |
| اللغة الرسمية                                             | لغة إنجليزية   | اللغة الإسبانية، اللغة الأيمرية، كتشوا، غوارانية |
| العملة                                                    | دولار بربادوسي | بوليفاريو بوليفي                                 |
| الناتج المحلي الإجمالي (بليون دولار)                      | 4.80 مليار     | 37.51 مليار                                      |
| الناتج المحلي الإجمالي (تعادل القوة الشرائية) بليون دولار | 4.66 مليار     | 74.58 مليار                                      |
| الناتج المحلي الإجمالي الاسمي للفرد دولار أمريكي          | 15.43 ألف      | 3.08 ألف                                         |
| الناتج المحلي الإجمالي للفرد دولار أمريكي                 | 16.06 ألف      | 6.63 ألف                                         |
| مؤشر التنمية البشرية                                      | 0.795          | 0.662                                            |
| رمز المكالمات الدولي                                      | +1246          | +591                                             |
| رمز الإنترنت                                              | .bb            | .bo                                              |
| المنطقة الزمنية                                           | 00             | 00                                               |

## منظمات دولية مشتركة
يشترك البلدان في عضوية مجموعة من المنظمات الدولية، منها:
| علم المنظمة | اسم المنظمة                                                          | تاريخ انضمام باربادوس | تاريخ انضمام بوليفيا |
| ----------- | -------------------------------------------------------------------- | --------------------- | -------------------- |
|             | الاتحاد البريدي العالمي                                              | ?                     | ?                    |
|             | مؤسسة التنمية الدولية                                                | 29 سبتمبر 1999        | 21 يونيو 1961        |
|             | منظمة حظر الأسلحة الكيميائية                                         | ?                     | ?                    |
|             | منظمة التجارة العالمية                                               | ?                     | 12 سبتمبر 1995       |
|             | الأمم المتحدة                                                        | 9 ديسمبر 1966         | 14 نوفمبر 1945       |
|             | وكالة ضمان الاستثمار متعدد الأطراف                                   | 12 أبريل 1988         | 3 أكتوبر 1991        |
|             | منظمة الشرطة الجنائية الدولية                                        | ?                     | ?                    |
|             | مؤسسة التمويل الدولية                                                | 25 يونيو 1980         | 20 يوليو 1956        |
|             | الاتحاد الدولي للاتصالات                                             | 16 أغسطس 1967         | 1 يونيو 1907         |
|             | البنك الدولي للإنشاء والتعمير                                        | 12 سبتمبر 1974        | 27 ديسمبر 1945       |
|             | وكالة حظر الأسلحة النووية في أمريكا اللاتينية ومنطقة البحر الكاريبي ‏ | ?                     | ?                    |
|             | يونسكو                                                               | 24 أكتوبر 1968        | 13 نوفمبر 1946       |

## وصلات خارجية
- موقع وزارة الخارجية الباربادوسية
- موقع وزارة الخارجية البوليفية